# GRAVITY DAZE 2/重力的眩暈完結編:上層への帰還の果て、彼女の内宇宙に収斂した選択
『GRAVITY DAZE 2/重力的眩暈完結編:上層への帰還の果て、彼女の内宇宙に収斂した選択』（グラビティデイズ・ツー じゅうりょくてきめまいかんけつへん:じょうそうへのきかんのはて かのじょのないうちゅうにしゅうれんしたせんたく、英: GRAVITY RUSH 2）は、ソニー・インタラクティブエンタテインメントより2017年1月19日に発売のPlayStation 4専用ゲームソフト。

## 概要
前作『GRAVITY DAZE』の続編。PS4の性能を最大限に活かした高精細なグラフィックになっている。PS Vita版の前作に引き続きコントローラのジャイロセンサーによる操作にも対応。
マップのサイズが前作の2.5倍に拡張されている。新たに「フォトモード」が実装され、街中の至る所でオブジェクトやフォトフィルターを使って撮影も可能。NPCとなる街人への挨拶（エモート）機能も追加されており様々な反応を楽しむこともできる。
発売に先駆けた2016年12月26日、PlayStation StoreとYouTubeにて、前日譚となるスペシャルアニメーション『GRAVITY DAZE The Animation 〜Ouverture〜』が公開された。全編ゲームと同じ架空言語である。ゲームソフトの初回限定盤にはこのアニメも付属し、こちらには日本語版音声も収録されている。
2017年3月17日、クロウを主人公に、前作で最下層の子供たちを乗せてヘキサヴィルに出現した箱舟の顛末を描く追加ストーリー『GRAVITY DAZE 2/Alternative Side:時の箱舟 - クロウの帰結』が無料DLCとして配信された。
オンラインサービスは、2018年7月19日午後2時（日本時間）終了。
また本作品のプロモーション映像『GRAVITY CAT / 重力的眩暈子猫編』が、2017年のACC TOKYO CREATIVITY AWARDSにおいて、フィルム部門Bカテゴリーの最高位賞、総務大臣賞・ACCグランプリを受賞した。

## あらすじ
ドネリカ前市長が引き起こした新兵器暴走事件から復興が進む空中都市ヘキサヴィル。
上空に浮かぶ政府機関ノワ＝ハイラレオンにて異常な重力波の乱れが観測され、重力姫キトゥンはパートナーである重力使いクロウと警務官シドーとともに調査に赴く。
そこでは謎の実験が行われており、警護する謎の少年少女に襲撃される。
戦いは彼らの自爆で幕を下ろすが、その時前例のない規模の巨大重力嵐が発生し、三人はノワ＝ハイラレオンごとその渦に呑み込まれてしまう。
重力嵐に呑み込まれたキトゥンはシドーとともにバンガ集落に漂着。重力猫ダスティと逸れ能力も使えず、クロウの行方も知れぬまま労働者として働かされていた。
ヘキサヴィルのことなど誰も知らない別世界の街ジルガ・パラ・ラオにて、キトゥンの新たな冒険が始まる。

## 新システム
チャージグラブ
オブジェクトをグラブする際、○ボタンを長押しすることでSPを消費して強力な特性を付与した「チャージグラブ」が行える。
チャージグラブは後述する「チューン」によって効果が異なっている。
チューンチェンジ
ストーリーを進めると、キトゥンは従来の状態である「アンチューン」から「ルーナチューン」「ユピトールチューン」に変身できるようになる。
移動能力や重力キック、チャージグラブなど様々な特性が変化するほか、前作ではボタンの押し方で区別していた必殺技はチューンによって異なる形となった。
キトゥンのパワーアップは各チューンでそれぞれ異なる特性が強化されるようになっており、強化段階によっては特定のチューンしか強化されない場合もある。
主にタッチパッドで指を上にスライドさせることでルーナチューンに、下にスライドさせることでユピトールチューンに、ただタッチだけするとアンチューンに変身できる。時間制限はないが、イベントで特定のチューンしか使えないことがある。
変身時は、コントローラー側のスピーカーから電子音声でチューン名がコールされる。
アンチューン
前作でのキトゥン。チャージグラブは貫通追尾性が付与されて複数の敵に着弾する「ペネトレイトスロー」で、必殺技は継続的に回転しながら突進してダメージを与える「スクラッチトルネード」。
ルーナチューン
「軽くなる力」で、高所からの着地時にダウンしない・滑るように比較的早く移動できる・ジャンプ力が上がる・上または前方に大ジャンプできる、といった移動に関するメリットが増える。
一方、重力自体が弱くなっているため、重力スライドや落下による移動速度、重力キックによる攻撃力は落ちている。
重力キックはロック中の敵目掛けてワープして空中で地上同様にキックを見舞う「ワームホールキック」となり、連続攻撃の手数も増え、素早い敵に有効。距離を延ばせば重力スライドよりも早く移動できる。
チャージグラブは着弾地点に風を巻き起こしてダメージ＆足止めを行う「ボルテックススロー」で、必殺技はオブジェクトを大量に投げつける「グラビティタイフォン」。
ユピトールチューン
「重くなる力」で、移動力の低下などルーナチューンの逆を行っており、移動時は枷以外の何物でもない。ちょっとした高さから着地しただけで床石が砕ける。
重力操作による移動速度は上がっているが、軌道修正がしづらい。格闘能力が向上しており機敏さはないが雑魚相手であれば2発で倒せる。また、重力グラブはオブジェクトを一つにまとめることで、単発の威力に特化した「デブリボール」となっている。
重力キックはボタンを押し続けることでチャージし、この時間に比例して着地点を中心に広範囲に衝撃波によるダメージを与える「重力波動キック」となる。密集地帯や動きの遅い強敵などに有効な他、イベントでは壁などを破壊するのに使われる。
チャージグラブはより周囲のものを集めて着弾点周辺にもダメージを与える。必殺技は周囲の雑魚を殲滅する「マイクロブラックホール」。
タリスマン
いわゆる装備品。装備することで、グラブできるオブジェクトの数を増やしたりチャージグラブのSP消費量を減らしたりといった様々な効果を得ることができる。
通常は「採掘場」でプレシャスジェムと一緒にランダムで手に入る他、チャレンジミッションでS評価を取ったり特定のサイドミッションをクリアすることで入手できる「プレミアムタリスマン」もある。
タリスマンには最大3つの効果が付与されており、採掘場で手に入る通常タリスマンはランダムで効果が振られている。プレミアムは完全固定で、後述する効果の統合などは実行できない。
丸・月・星の3つの形状があり、各形状1つずつ装備できる。これらはそれぞれアンチューン・ルーナチューン・ユピトールチューンに関する効果が多い。
ストーリーが進むと複数の同一形状の通常タリスマンに対して、効果の統合（マージ）・別形状への変化（モーフ）・大量に破棄して新たに入手（リサイクル）、といったことが行えるようになる。
採掘場
ストーリーを進めると利用できるようになる、プレシャスジェムの採掘場。
球形の物体（鉱石）があるので、それに攻撃することでジェムやタリスマンの原石が入手することができる。ただし、ジェムは最小のものしか出てこないため、タリスマン稼ぎが主体となる。
作中時間の経過により、黒蟲（ネヴィ）や鉱石の配置数が変化するようになっており、基本的に反比例の関係。
ネヴィの出現量が最大になると雑魚が一切消えて巨大ネビィが出現するようになる。この巨大ネヴィは撃破してもジェムを落とすことはないが、初撃破時にはプレミアムタリスマンを落とす他、それ以降も撃破する度に原石を落とす。
カメラ
序盤にカメラを入手すると、それを使って撮影することができる。上ボタンを押すことで撮影モードに入る。重力操作中でも使用可能。撮影した写真はタッチパッドの右下を押し込むことで確認できる。
ズームや効果といった調整も可能。また、さらに上を押すことで三脚モードとなり、キトゥンを別途動かして撮影することもできる。
撮影モードでは衣装の変更ができる。本作では前作でも登場した衣装の他、様々な新規コスチュームが追加されている。
コレクション
特定のサイドミッションをクリアすると「コレクション」を入手することができる。名前の通りコレクション要素。
撮影モードでタッチパッドの左下を押し込むことで確認できるヒントを元に、該当する撮影対象を見つけ出して撮影することで記録されていく。撮影したコレクションは、ヒントが解説に変更される。
コレクションは6つあり、それぞれ10枚存在している。コレクションを完成させるとトロフィーを入手できる。
サイドミッション
前作ではおまけ要素に近いDLCだったが、今作では大幅に増加している。
クリアすることで家具やプレミアムタリスマンが入手できたり体力などが上昇したりする。また、一部はチャレンジミッションの解禁に必要。
重力操作ができないといった制限が課されたり特定の写真を撮影したり、と内容も多彩となっている。
オンライン要素
ネットワークに繋いでいると写真や挑戦状が届く時がある。
これをクリアすることで「ダスティトークン」が入手でき、一定以上溜めることで衣装（前作Ver.の普段着＆制服）やプレミアムタリスマンが獲得できる。
トレジャーハント
ランダムでネットワークを通じて流れてくる写真を元に、リンゴの形をした宝箱の場所を探り出す。家具やプレミアムタリスマンなどが入手できる。なお、宝箱はこのイベント外でもフィールドにランダムで配置されている場合がある。
宝箱は重力を無視して配置されている場合もあり、写真からそういった要素も推測する必要がある。
発見に成功すると、今度は自分がその場所を指し示すヒント写真を撮影することになる。その写真で発見されればダスティトークンが得られるため、なるべくヒントになりそうな要素を収めた写真を撮影すべきといえる。
発見地点から離れすぎると問答無用で撮影タイムは終了となってしまうので注意が必要である。
受信した写真は現実時間で12時間後に消滅する。写真によっては探しようもないものあるため、無理に受ける必要はない。
挑戦状
チャレンジミッションの結果をアップロードし、他のプレイヤーにその記録が敗れるかの挑戦状を送ることができる。
勝っても負けてもトークンは入手できるが、当然勝てば多く獲得できる。受けずに辞退することも可能。
写真評価
アルバムから気に入った写真をアップロードし、他のプレイヤーに評価してもらう。評価によってダスティトークンが得られる。
評価する側はフィールド上にランダムで出現する青白いキトゥンを調べることで参加する。

## 登場人物
グラビティ・キトゥン
声 - 小林沙苗
前作及び本作の主人公。浅黒い肌に金髪、赤い瞳の記憶を失った少女。重力嵐に襲われる空中都市ヘキサヴィルを救い、街の人からは重力姫と呼ばれ慕われている。重力猫ダスティと共によく行動している。
ヘキサヴィルで重力嵐に巻き込まれて遭難し、ジルガ・パラ・ラオに漂着したところをシシィに発見され、シドー共々リザに拾われた。しかし、ダスティとはぐれてしまったことで当初は重力操作の能力が使えなくなってしまい、働かざる者食うべからずを掟とするバンガ集落で採掘を行う下っ端労働者として日々の食事や寝床にすら困る生活を強いられていた。しかし、ストーリー序盤にダスティと再会し、重力操作が使えるようになったことで次第に重力姫として認められるようになる。
亡霊都市との戦いの後はただ一人ヘキサヴィルへと漂着するも、3年もの月日が流れていた事で街はすっかり様変わりしていたばかりか、重力姫の活躍は完全に過去のものとなっており、多くの人々に忘れ去られてしまっていた。更に住民登録をしていないと言う事で懐かしの我が家である土管の家からも追い出され、再び寝床に困る生活を強いられてしまうが、ブレフマンと出会った事でまたしても新たな事件に巻き込まれていく。
正体は最上層エリアに住む「エトの民」の女王アルハ。しかし、王として選ばれるのが従来に比べて遅かったことや、王であるならば目覚めるはずの守護獣がいつまでも目覚めない、といった例外要素が多かった為、素質がないのに女王になったと住人や家臣から白い目で見られていた。
ある日、最下層に存在する「虚無」が次第に上層に向かってきていることが判明。彼女は持ち前の優しさから下層の街（ヘキサヴィル）が飲み込まれてしまうことを危惧して下層の民の救出を訴えるも、虚無がエトの街に到達するまでに1000年を必要とするという試算が出ており、助けた人間で国が混乱するだけだと誰もその言葉に耳を貸そうとはしなかった。それでも何とか下層の民を救おうと、警告を吹き込んだクリスタルを落として危機が迫っている事を下層に知らせようとするが家臣に計画がばれてしまう。
挙句、唯一彼女の味方であった男性（後のシドー）は彼女をかばって致命傷を負い、彼女らの計画を快く思っていなかった家臣の謀略で下層に投棄されることとなってしまった。この落下途中に守護獣であるダスティが覚醒したことで転落死せずに済んだものの、一連のショックで記憶を失ってしまった。以降の物語は本編へとつながる。
ブレフマンの事件を解決した後は、各町で光り輝く少女の幻影を目撃。その導きに従って上層を目指した結果、かつて住んでいた上層の街へと到達する。そこで自らの2代後に即位した当代の王「カイ」の策略にはまってしまい、偽りの王として祭り上げられ、意識が混濁したまま王としての日々を過ごすも、ダスティの導きによって覚醒。「破局的意識」に操られてヘキサヴィルを破壊しようとするカイと封印されていた輝く少女「エレクトリシティ」を倒すも、世界を呑み込もうとする破局的意識に追い詰められる。しかしフォート・ビスマレアの援護射撃、力を制御したシシィの助力、新たな命を得て蘇ったシドー率いるネヴィの援軍、そして人々の想いを受けて戦い続け、ダスティとクスィの力で「グラビティ・グリュプス」となった事でその撃破に成功する。
その後、街を救うため極限の重力を身に着けた自分が特異点となって虚無の上昇を食い止める事を選択。シドーにその決意を告げて虚無の中へと姿を消した。
事件から1年後、キトゥンに代わって彼女の家で暮らしながら重力姫として街を守っていたクロウは聞き覚えのある猫の鳴き声を聞く。振り返ったクロウが嬉しそうな顔で「キ」と言い掛ける場面で物語は終わる。
ダスティ
猫型の生命体。「ニャー」と鳴くが、その体は闇と星屑を集めたような透明感をもつ。キトゥンの重力操作の源であり、離れると力を使えなくなるほか、ダスティが不調に陥ればもちろん能力に制限が掛かる。
正体はエトの王に目覚める守護獣。アルハだった頃のキトゥンが下層に落とされる最中、ようやく覚醒し、彼女の命を救っていた。覚醒が遅れた理由などは判然としない。
作中では重力姫としての真価を発揮した「グラヴィティ・フェリン」と化した状態で、さらにクロウのクスィと合体することでガルーダのような姿へと変化する。
グラビティ・クロウ
声 - 木下紗華
かつてキトゥンの前に立ちはだかった重力使いの女性。共にヘキサヴィルを救った後、頼もしいパートナーとなる。物語開始前の重力嵐にキトゥン、シドーと共に巻き込まれたが行方が分からなくなっていた。後に総督府の用心棒として仮面を付けた姿でキトゥンと対峙する。実は仮面によって操られており、キトゥンとの戦いで正気に戻った後は以前のようにパートナーとして共に戦った。亡霊都市との戦いでキトゥンと再び生き別れるも、後に亡霊都市から救出したシシィを伴ってヘキサヴィルに帰還する。
上層に到着後はエトの民に幽閉されていたが、ダスティに導かれたキトゥンによって解放され、一足先にヘキサヴィルへと戻ってユニカ、ペルメと共にエレクトリシティの攻撃を食い止めた。最後は力尽きて倒れてしまうも、その姿を見て激怒したキトゥンによってエレクトリシティは倒され、破局的意識との決戦ではクスィが代わりにキトゥンの力となった。
50年前に下層に堕ちたスクールバスに乗車していた少女「サチア」が成長した姿。DLCによって以降の人生が語られた。
元は親が誰かも分からない身寄りがない子供だったが義兄ザザの家に拾われ、健やかに育つも前述の事故によって下層へ。下層での生活のためにガラクタを集めていた際に小型の箱舟を発見し、試しに乗ってみたところそのままヘキサヴィルのある階層へと戻ることになった。しかし、下層に近づくほど時間の流れが遅くなるという世界の特性のため、下層での数か月の間にヘキサヴィルでは50年が経過しており、両親は死亡。再び身寄りをなくし、ごみを漁って野宿するという生活をする羽目となってしまう。その過程でクスィが覚醒したことで、重力使いとして生活を送るようになった。
前作ではザザのことが大好きで、謎の眠りへと落ちた箱舟の子供たちを気にかけていたが、本作ではその件について全く触れなくなっている。これもDLCで補完されており、ブレフマンが立案した箱舟救済計画によって引き起こされた世界の不具合を正すため、最終的に「スクールバスが下層へと落ちた事実」と「サチアとクロウとの同一性」を抹消することで事態を収束する。結果、ザザは平穏な人生を歩むことになり、ヘキサヴィルに現れた箱舟やその子供たちに関する全員の記憶さえもなかったことになった。サチアの存在は抹消されたはずだが、ザザには何か痕跡が残ったのか仲の良い女の子として夢に見ていたらしく、孫にその名が付けられた。その兄は彼と同じ名前を持ち、この兄妹が偶然クロウと出会ったところで物語は終わる。
クスィ
カラスのようなシルエットをもつ生命体。クロウに力を与えた存在であるらしく、ヘキサヴィルで暗躍する彼女の傍らを常に飛んでいる。
前述の通り、エトの民の王の資質を持つ者に目覚める守護獣。そのため、彼女もまたエトの民であるはずであるが、完全な素性は謎のままである。
シドー
声 - 四宮豪
キトゥンと共に数々の事件を解決してきた警務官の男性。一方で自らも事件を招くトラブルメーカーでもある。顔立ちは整っており口がうまく、バンガ集落のマダム達の人気を集めていた。手先が器用で裁縫やガラクタでマジックハンドを組み立てる等の特技を持つ。物語開始前に重力嵐に巻き込まれ、キトゥンと共にジルガ・パラ・ラオに漂着したところをシシィに発見された。
ケガをしたふりでキトゥンに仕事を押し付けたり、キトゥンの手柄を自分のものにしてしまうなどちゃっかりしているが、コツコツ集めた材料でキトゥンの衣服を直したり、敵であっても不条理な仕打ちを受けていれば助けに入る優しい一面も。頭も回り、何かと感情任せで動くキトゥンとは対照的に頭脳面で活躍するシーンが増えている。
物語中盤、亡霊都市撃破のために駐留軍の要塞でキトゥンらに助力するも、攻撃を受け消息不明になる。後にジルガ・パラ・ラオが次元転移してきた際も未だ安否は不明だった。
実は彼もエトの民であり、100年前に女王アルハだった頃のキトゥンに仕えていた従者の一人。当時、唯一アルハの思想に賛同していた人物だったが、下層に投棄されそうになったアルハを助けようとした際に、アルハを快く思わなかった家臣に刺されて死亡した。その後、アルハを守りたいという意志からビットによって仮の命を与えられたのが現在のシドーである。終盤、上層にてその事実を告げて消滅したかに思われたが、ビットの存在と引き換えに新たな命を得て復活し、破局的意識との最終決戦には無数のネヴィを率いて駆け付けた。虚無へと向かうキトゥンを見送った後は以前のような警官に戻った模様で、キトゥンに代わる重力姫となったクロウの元を訪れている。
リザ
声 - 鷄冠井美智子
バンガ集落を束ねる女頭領。現実主義者で、その厳格な姿勢が集落の民から恐れられつつも尊敬を集めている。
漂着したキトゥンとシドーを助けるが自分の食い扶持は自分で稼ぐ、働かざる者食うべからずの掟に基づき2人も例外なく働かせていた。当初は重力を操れると言うキトゥンの事を信じていなかったが、ダスティと合流して重力操作が復活したキトゥンを見て徐々に力を認めるようになる。
実は自分の子供が重力嵐で行方不明になった過去があり、シシイにきつく当たるのも同じ事を繰り返したくない愛情の裏返しである。
当初は他人を気遣う猶予など無いという姿勢を崩さず、ジルガ・パラ・ラオの騒動にも不干渉を貫いていたが、総督府の暴虐によって民が虐げられ、シシィを含む同胞すら連れ去られた事で蜂起を決意。長かった髪を切り落とし、総督府の打倒に立ち上がる。総督府制圧後は新体制の樹立に尽力するも富裕層からの反発に思い悩み、亡霊都市襲撃の際に一時はレイ・ハビーナの住民の救助に躊躇すら見せていた。しかしキトゥンらの行動によって考えを改め、やがて為政者と民の両方の立場に立てるジルガ・パラ・ラオの良き指導者となる。終盤にはエイリアスの導きでジルガ・パラ・ラオの街ごとキトゥンらの救援に駆け付けた。
シシィ
声 - 清水理沙
家畜の世話などを務めるバンガ集落の少女。いつも薄汚れた人形を持ち、気弱な性格で、常にリザの叱責に怯えている。キトゥンを最初に発見したのも彼女で、後にダスティ発見の手がかりにもなる。キトゥンとは友人関係。
普段は薄幸そうな少女でしかないが、ストーリーで重要なカギを握る。
ドルガ・アンジェ
シシィの正体であり、ヘキサヴィルに降臨した二人目の「アンジェ」。カーリィの姉で妹共々「アンジェ」に改造された。空間結晶化能力を持ち、何もない空間に物質を作り出すことができる。
力も記憶も失い、ジルガ・パラ・ラオでシシィとして生活していたが、クロウと共にヘキサヴィルに渡った際にブレフマンとカーリィに気付かれ、覚醒を促される。これに伴い、人格や記憶も別者となってしまうも、ヘキサヴィル側へと街ごと転移してきたリザの呼び掛けにより元の自我を取り戻す。
最終決戦では自らの意志で能力を発動させ、ドルガではないシシィとして空間結晶化能力を駆使し、キトゥンを援護した。
ミザイ
声 - 成家義哉
採掘の腕が自慢のバンガ集落の若い男性。皮肉屋な性格で、よそ者のキトゥンに辛棘にあたるが重力操作で採掘でも戦闘でも圧倒的な力を見せるとその腕前を認めるようになっていく。全てが終わった後もキトゥンが帰って来る事を信じており、口では踏ん切りが付いたと言っているクロウの本心を指摘した。
ヴォゴ・スン
声 - 加瀬康之
ジルガ・パラ・ラオ通商公易区で「スン商会」を仕切る商人の男性。高圧的な態度でバンガ集落に理不尽な絞取を仕掛けるべく暗躍する。
バンガ集落では偉そうな態度を取るものの、役人には頭が上がらず腰が低くなる。策略が失敗するとフィーに当たるなど自分勝手で傲慢な性格をしているが、フィーには慕われており本人も内心大切な弟として気にかけている。何度死ぬ目に遭っても生き残るしぶとい男。
総督府との戦いでは一人だけ飛空艇に乗って逃走を図るものの、口では薄情に突き放しながらもフィーの事を見捨てられず、ビスマレアに特攻するという形でバンガの危機を救い、キトゥン達の勝利に貢献した。その際に死んだかと思われたが、しぶとく生き延びていた。
フィー
声 - KENN
ヴォゴの身辺の世話や護衛を務める側近の男性。口数少なく冷淡な表情で民を容赦なく威圧し、黙らせる。ヴォゴの義弟でもある。ヴォゴに理不尽な仕打ちを受けても尚付き従っているのは、子供の頃に拾われた際ヴォゴが弟として受け入れてくれた事による。
商人としての腕前はヴォゴ以上で、戦闘でもキトゥンと互角に張り合える実力者。ヴォゴとは違って良識の持ち主でもあり、勝負事も正々堂々を好む。キトゥンともライバルとして信頼が芽生え、総督府制圧戦ではバンガ側に就いて共に戦った。
カーリィ・アンジェ
声 - 大津愛理
ヘキサヴィルの新生守護者として「アンジェ」を名乗る。奔放な戦闘スタイルと、肉体結晶化能力が自慢のスーパーヒロイン。
キトゥンがジルガ・パラ・ラオに飛ばされている間に守護者兼アイドルとしてヘキサヴィルを席巻しており、無事に戻ったキトゥンは過去の人扱いを食らってしまった。その戦闘能力はキトゥンを凌ぐ事さえあり、事あるごとにキトゥンに対して憎まれ口を叩いては挑発する。
実はブレフマンの計画のために作り出された改造人間で、元は孤児だった。ブレフマンを「ダディ」と慕い、計画遂行のため命令を忠実にこなす。姉とは違う時間の流れを過ごした事で既に肉体年齢が姉を上回っている。ブレフマンの悪事が露見した後は彼と共に姿を消すが、クロウと共にヘキサヴィルに現れたシシィが姉のドルガである事に気付き、姉の覚醒を促して再びキトゥンらと対峙する。
キトゥンらとの戦闘中、自身をかばって墜落したシシィを助けようとして再生能力を暴走させた結果、頭や手足が無数に生えた巨大な怪物と化してしまう。戦闘の末コアを破壊され消滅した。ただ姉と幸せになることを夢見ており、シシィ曰く「最期に別れを告げたときは、ただ淋しそうにしていた」と言う。
Dr.ブレフマン
声 - 上田燿司
天才的頭脳を持つ科学者。資産家であり、カリスマ性も高く、長らく混乱の続いたヘキサヴィルの救世主となった。正体を隠して温厚な老紳士としてキトゥンと一時を過ごした事もあり、娘の想い出の場所を巡らせてくれた礼として彼女の住民登録と住居（土管の家）の整理を行った。この事から当初はキトゥンからも良い人と信頼されていた。
画期的な対ネヴィ兵器などを生み出したことで圧倒的な支持を得て市長に就任するも、その目的は娘と再び邂逅すること。彼の娘は不治の病に侵されており、それをどうにかしようと様々な手を打った結果、時間の経過が娘の命を奪うのならば彼女の時間を停止させれば良いとの結論に達し、時の流れから隔離する手段をとるも実験が失敗。娘は時の流れから外れてしまい、こちらの世界の数分を数千年かけて歩むほぼ永久に時を刻まない状態となり、その姿は石のようになってしまう。
さらにはその状態を解除することもできず、娘と再会する方法に心血を注いだ結果、「世界の時間も停止させて娘と同じ時間を歩むようにする」という狂った計画を立案。計画に必要な「アンジェ」を生み出すために数多の孤児たちを拉致し実験台としてきた。
ブレフマンの本当の目的を知り糾弾しようとした側近を口封じにカーリィに殺害させ、更にそれを知った失望から逃げ出したキトゥンに罪を着せるが、カジの機転によって真実が暴露され、立場を失う。その後、ドルガがシシィとして帰還したため計画を実行に移す。カーリィが暴走した際、乗っていた飛行船を叩き落され残骸が胸に突き刺さり、娘の幻影を抱きながら「娘と同じ時間を歩む為にはこうすれば良かった」と悟り、死亡した。
デルタ1/デルタ2
ヘキサヴィルを脅かす武装テロリスト集団「チューブワーム」の主力。デルタ1は体内に重力微子機関を搭載したサイボーグ。デルタ2は様々な武器を内蔵した強化アーマーで、支援攻撃を主務とする。
正体は前作では軍所属だった「シーワスプ=ユニカ(声 - 弓場沙織)」と「シースラッグ=ぺルメ(声 - Lynn)」。「チューブワーム」は前作で失脚した前市長ドネリカが軍の特殊部隊ジェリーフィッシュの面々を引き連れ立ち上げた地下組織である。ブレフマンの裏を察知しており反政府活動を行っている。
当初はブレフマンの悪事を暴くべくテロ活動を行い、キトゥンと敵対するが、やがて真実を知ってカーリィらと戦うキトゥンと共闘する。最終決戦ではチューブワーム総出でクロウと協力しつつ街を防衛していたが、エレクトリシティの圧倒的な力の前に敗れてしまう。
決戦から1年後、ヘキサヴィルを見回るクロウの前に二人揃って現れ、その生存が判明する。
エイリアス
かつて「怪盗」としてヘキサヴィルを騒がせた謎の男。前作にてキトゥンとの戦闘の末、プレス機に潰されて死亡したと思われていたが、終盤でジルガ・パラ・ラオをヘキサヴィルへ導いた者としてリザの口からその名が語られる。その後、キトゥンの前にも現れ、彼女を上層へと誘う。
カイ
声 - 津村まこと
何らかの理由で破局的意識によって精神を汚染されたエトの若き王。下層に住む人々を下賤と見下しており、上層に迫ってきているという脅威への対策として下層とをつなぐ塔を破壊し、その反動でエトをはるか上空へ飛ばそうとしている。
キトゥンの2代後に即位しており、キトゥンの事をおばあちゃまと呼ぶ。最年少で即位し、外見は10歳程度でありながら混乱したエトを見事に立て直し、統率した名君主としてカリスマ的存在。思い通りにいかないと癇癪を起こすなど子供っぽい一面もある。
守護獣はシカの姿をした「ヴォルペルティンガー」。様々なものを奪うことができ、作中ではキトゥンの思考を奪ったりした。本人曰く、生まれた時には既に覚醒していたらしい。
上層に封じられていたエレクトリシティを開放するためにキトゥンを操って時間稼ぎをして封印を開放、ヘキサヴィルの破壊に乗り出すことになる。破局的意識の具現化に巻き込まれるも生存しており、事件終了後警察に身柄を確保されるも忽然と姿を消した事が語られる。
エレクトリシティ
声 - 遠藤綾
光り輝く少女。正体は不明であるが、電磁力を操るという強大な力を持っており、人々に恐れられて封印されていた。
強力な電撃と無尽蔵に分身する能力で、チューブワームの面々やクロウも難なく撃退する。キトゥンに対しても当初は圧倒していたが、シアネアの最後の力で本体を見破られ敗北・消滅した。
なお、電磁力は4つの力において、重力より圧倒的に強い力である。
ゲイド/シアネア
声 - 高岡瓶々（ゲイド）、谷井あすか（シアネア）
神を自称する「超越者」で、ゲイドは「創造主」、シアネアは「想像主」を名乗る。前作ではキトゥンの前に直接現れていたが、本作では力を失いかけ実体を保つことが難しくなっている。しかし、古き神として消滅は受け入れており、干渉の禁忌を犯しキトゥンに助力し続けた。
ゲイドは過去の真相を知り真の自己を取り戻したキトゥンをエトからヘキサヴィルに送り消滅し、シアネアは大量の分身を生むエレクトリシティに苦戦するキトゥンに本体を見抜く能力を授け消滅した。
力を急激に失ってしまった原因はDLCにて語られ、光と闇の番人に力を奪われたことによる。
ビット
声 - 村瀬歩
シアネアやゲイト同様の「超越者」の一人で「操蔵主」を名乗る。事象を傍観し、時空の狭間に過去から未来に至るまで記録する役割を持つ。また、記録した事象に不具合が発生した場合、間接的ながらその修正を手掛けるデバッガーのような立場でもある。本人曰く「小間使い」。シドーの存在に深く関わっていたり、DLCでもクロウと箱舟に関して大幅な修正を施したりなど、立場柄か他二人よりストーリーの根幹的な部分への関りが大きい。
キトゥンに世界を救う方法を伝え、破局的意識に苦戦するキトゥンへの助けとして復活させたシドーを向かわせる。その後は不明だが、ゲイドやシアネアと同様消滅したと思われる。
破局的意識
世界が破滅に向かっている事象の原因的存在。凄まじい力を伴った闇の権化とも表現でき、闇に包もうとしているというその口ぶりから、そこから迫りくる闇そのものであると推測されるが詳細は不明。本作のラストボス。
ジルガ・パラ・ラオにおいては、重力嵐に呑み込まれヘキサヴィルから消えたノワ＝ハイラレオンの残骸などをベースに、意思をもって襲い来る「亡霊都市」を作り上げた。
ヘキサヴィルでの最終局面では、エレクトリシティの消滅後その姿を現し、ヴォルペルティンガーを依り代に「ヴォルペルティンガーデーモン」として具現化する。巨大な黒く悍ましい体にネヴィ同様のコアを持ち、戦闘後半では眼球のようなコアが出現している。いくらダメージを与えても即座に回復してしまう、相手の能力を奪い取るという厄介な性質により、キトゥンを追い詰めていく。ドルガの攻撃でさえも一時的に動きを封じられた程度で返り討ちにし、ダスティをも奪ってキトゥンを絶体絶命に追い込むが、ヘキサヴィルやジルガ・パラ・ラオの想いを受け復活し、ダスティとクスィの力でグラビティ・グリュプスとなったキトゥンに倒される。その後、迫りくる闇もキトゥンが自身を「特異点」と化すことで封じられる。
凶悪そうな外見に反し、あくまで抗おうとするキトゥンに対して町を望むままの姿で保ってやるから諦めろと語りかけるなど、破壊の権化という訳でもない。しかし、闇に包まれた先の有様が不明なため、結局拒否される。
カクシ
謎の画家。町全体をキャンパスにするという、一聴すると傍迷惑な人物であるが、その絵の評価は高く所有権は高く取引される。彼の絵の所有権は、その絵を最初に発見した人物に与えられる。
コレクションとしてジルガ・パラ・ラオ及びヘキサヴィルでその絵を探すことになる。発見すると解説としてこの世界に成り立ちに関する情報を知ることができる。ただし、おそらくは順番に並んでおらず、20個ある分を並べ替えないと意味の通る文章にはならない。
絵画の文章を組み替えてみると、「不可視の『命の種』が寄り集まった繭があった」「繭から生まれた『深紅の宝玉』が世界に触れて原始の生命と成り、分裂を繰り返し個性を獲得した」「光と闇の狭間に人が生まれ、光と闇が分かれた。原始生命体も良き命と悪しき命に分かれた」「よき命は光を求めて上層へ、悪しき命は闇とともに下層へ移った」「存在間の軋轢によって生まれた黒い霧は下層へと流れ、全ての光を呑み込む虚無となった」「古き者は光や闇として世界を形成して人と共に生きていくようになった」という流れになり、世界の誕生を描いている一つの作品になる。
作中の内容に当てはめると、「虚無」は同じくブラックホールを彷彿とさせる破局的意識、「古の者」は原始生命体のことを指しているとする世界を形成したらしいことから「良き命」が超越者で、「虚無」と同じ属性である「悪しき命」が破局的意識の怪物態と同じ特徴を持つネヴィの可能性が考えられる。
ルミノ/テネブリア
声 - 森久保祥太郎（ルミノ）、潘めぐみ（テネブリア）
DLCに登場。ルミノは男性の姿をした「光の番人」、テネブリアは女性の姿をした「闇の番人」である。ルミノは好戦的な性格で、テネブリアは人間を侮蔑している。本来は箱舟の動力である光と闇のエレメントで、自我や意思などは持たない存在だったが、箱舟救済計画から世界に不具合が生じた隙に封印を解き逃走した。ルミノはゲイド、テネブリアはシアネアの力を奪い実体化したが、グラビティ・ガルーダの力を得たクロウによりエレメントに封じられる。
ガベージコレクター（不要領域収集者）
DLCに登場。世界から不要になった事象を削除する「時空の番人」。怪物型のロボットのような姿をしている。不要領域にて不具合に巻き込まれ散らばったクロウの記憶を消そうとしていた他、不具合の元凶である箱舟を抹消せんと現実世界に大挙して押し寄せる。クロウの執拗な妨害を受け合体、超巨大な姿に変貌し強引に箱舟を破壊しようとするが、なおも続くクロウの抵抗を前に標的をクロウに変えたところを誘導され、ダスティの協力も得てグラビティ・スピンクスとなったクロウの攻撃で消滅した。

## 世界観
バンガ集落
リザを中心とした民が暮らす集落。重力嵐の中に広がる異次元から資源を回収するサルベージを生業とする。船の集団でもあり、本拠地ジルガ・パラ・ラオと採掘拠点のガレ場との間は集落ごと移動する。上から搾取される立場であるため生活は苦しく、「働かざる者食うべからず」が掟。
キトゥンとシドーはガレ場に漂着し、バンガに拾われた。
ジルガ・パラ・ラオ
複数の都市や建造物からなる漂流都市群の中でも、物流のハブ港として特に栄える街。元々は「ラオの民」と呼ばれる一族が治めていたが、ある時「大国」が来訪、現在は「大国」の植民地となっている。気候は熱帯的で、人々は基本的に軽装である。
ヘキサヴィルとは別の次元に存在していたが、終盤次元の壁を越えてヘキサヴィルの世界に渡り、ヘキサヴィルと外交を持つようになる。
中央港「マリニ・ポートゥラオ」
ジルガ・パラ・ラオの玄関口となる港。船が発着し倉庫や工場などの施設がある商船用エリアと、貿易品や加工品を販売する商店や屋台が立ち並ぶマーケットエリアからなる。入植により人種の坩堝であるジルガ・パラ・ラオの中でも特に多くの人が行きかい、活気にあふれている。
通商交易区「レイ・コルモスナ」
中央港に隣接する、大小さまざまな浮遊島からなる地区。中心部には高層ビルが立ち並ぶ。中流層は主にここで暮らし、スン家の屋敷はこの地区の街外れにある。
なお、ゲーム内のマップ上では中央港もレイ・コルモスナに含まれる。
旧居留地「レイ・ハビーナ」
レイ・コルモスナの上層にある富裕層が暮らす地区。豪邸が立ち並び、大きな劇場もある。ここの人たちは働くことを知らず、下層の人々を見下すような態度の者が多い。その富と生活は総督府と駐留軍により守られてきた。
船上居住地「レイ・エルゴーナ」
レイ・コルモスナの下層、街の最下部に位置する貧民街。薄暗く埃っぽい環境の中でボロボロの建物が立ち並ぶ。人々は盗みなくして生活が成り立たず、富裕層から物資を奪い貧民に分け与える義賊「怒れる百本足」が活動している。
軍駐屯地「フォート・ビスマレア」
レイ・ハビーナの上層に位置する駐留軍の本拠地。無数の砲台や巨大大砲などの武装が設置されているほか、搭乗型の兵器も多数収容している。重力機関によりビスマレアそのものが機動可能であり、基地というよりは巨大戦艦である。
総督府「ドゥロワ＝ハイラレオン」
ジルガ・パラ・ラオの最上層にある権力の中枢。本来は本国から派遣された総督により統治されるはずだが、現在不在なうえ新任の派遣もないため、官僚たちにより私物化されている。下部の断崖には牢獄が設けられており、反発した者たちが収監されている。
直上に出現した亡霊都市に押しつぶされ崩落した。　
ゲーム内のマップ上ではフォート・ビスマレアと合わせ「総括機関：アパラシェ・オ・ガバナ」と表記される。
ヘキサヴィル
「世界の柱」の中腹あたりに、柱を取り囲むように存在する4つの街からなる都市国家。各町は鉄道で繋がれている。前作でのボルシー、ドネリカを経て、現在はDr.ブレフマンが市長を務める。雨や雪は降らないが、そこそこ寒い気候である。
旧市街「オルドノワ」
古い街並みを残す地域で、住宅が多くここから他の街に働きに出る住民も多い。低階層は光が届きにくく路地も非常に入り組んでおり、こういった場所には貧しい者が住んでいる。
ここにある公園が前作にてキトゥンが目覚めた場所であり、本作でもヘキサヴィルに帰還したキトゥンは同じ場所で目覚める。また、最下層にキトゥンが暮らす土管の家がある。
歓楽街「プレジューヌ」
柱の影に位置するため常に夜のように暗く、街を照らすネオンが光り輝いている。盛り場が集う歓楽街でありながら、唯一の学校である「アレカビス学園」もこの地区に存在する。
工業地区「インダストリエ」
前作では多くの工業施設が運用され、また巨大タワーにより重力嵐を抑制する役割も持っていたが、ブレフマンが新たな重力嵐対策を行ったため、タワーが破壊されたまま現在では運用が停止されている。街を繋ぐ鉄道もインダストリエへの運航は廃止されたため、人気はなく閑散としており無法者やホームレスが住み着いている。
ダウンタウン「ヴァン・ダ・センタリアレ」
巨大な時計塔がトレードマークのヘキサヴィルの中核都市。別の街とを繋ぐ鉄道だけでなく、街内部にも環状鉄道やロープウェイなどが運行されている。
ノワ＝ハイラレオンの消失後、政府機関はこの街に移転され、名実ともにヘキサヴィルの中心となっている。
政府地区「ノワ＝ハイラレオン」
4つの街の上空に浮かんでいた政府施設。巨大重力嵐に飲み込まれ消失した。
その後は異空間を漂った後、破局的意識によって亡霊都市に作り替えられジルガ・パラ・ラオに出現する。
エト
「世界の柱」の頂上に位置する国。雪が降り続く厳しい気候だが、文明が発達しており国民は快適な生活を送っており、貧富の差もない。人々の気質も穏やかだが、若き王カイは破滅からの救済を名目に下層の破壊を画策した。キトゥンの出身地。
ここに暮らすネヴィは色が白く人も襲わない。
終盤に訪れるが、行動範囲は宮殿の中の極めて狭い範囲のみ。

## スタッフ
- ディレクター - 外山圭一郎
- シナリオ - 佐藤直子
- アートディレクター / キャラクターデザイン - 斎藤俊介
- コンセプトアート - 緒賀岳志
- 音楽 - 田中公平

## プロモーション映像：『GRAVITY CAT / 重力的眩暈子猫編』
本作品の発売を記念してWeb限定の実写プロモーション映像が2017年1月12日（木）に公開され、一カ月で300万回以上再生された。
本作品の世界観を再現するため、部屋をまるごと回転させる巨大な「重力変化装置」セットを制作し、ワンカット風（実際は約12カットを暗転などカメラを大きく振ったタイミングで繋いでいる）に撮影された。
2017年のカンヌライオンズ、クリオ賞、One Showの世界三大広告賞でゴールドを受賞するなど、国内外のアワードで9のグランプリ、19のゴールドを受賞した。
- 題名：『GRAVITY CAT / 重力的眩暈子猫編』
- 監督：柳沢翔
- 出演者：伊藤万理華（妹役）、高田静流（姉：加藤美雨役）
- 挿入歌：『Mewton』

　　作詞・歌唱：ハル（DIALUCK）、作曲：yuma yamaguchi（YUGE inc.）
　　※曲名は、プロモーション映像のラストシーンの卒業論文タイトル『ニュートン理論からの飛躍 - 新重力論　- Mewton's Law of Gravity -』に由来している。